# ملبورن (آیووا)
ملبورن (به انگلیسی: Melbourne) شهری در ایالت آیووا کشور ایالات متحده آمریکا است که جمعیت آن در سرشماری سال ۲۰۱۰ میلادی، ۸۳۰ نفر بوده‌است.